# Cedric Bixler Zavala
Cedric Bixler Zavala (Redwood City, 4 novembre 1974) è un cantante e musicista statunitense.

## Biografia
Dopo aver collaborato con il suo "gemello artistico" Omar Rodríguez-López negli At the Drive-In, è fuoriuscito da questo gruppo (ponendogli de facto fine) per fondare assieme a Rodriguez-Lopez il loro attuale e principale progetto: The Mars Volta.
Bixler Zavala, chicano (la madre è di origine messicana, il padre è figlio di un tedesco ed una spagnola rossa) cresciuto ad El Paso in Texas, scrive per il progetto The Mars Volta testi dalla fortissima carica immaginifica ed espressionista, essendo com'è influenzato grandemente da formule artistiche come il surrealismo e la science-fiction.
Dal 2001 al 2013 Cedric Bixler Zavala è frontman dei The Mars Volta ma a seguito di una serie di messaggi via Twitter annuncia la sua volontà di non partecipare più al progetto ponendo di fatto fine alla band.
Nel 2013 fonda un suo progetto solista, Zavalaz, assieme all'ex bassista dei The Mars Volta Juan Alderete con il quale compie un breve tour negli Stati Uniti in vista del debutto su disco.

## Stile musicale
Cedric Bixler Zavala cita tra le sue influenze i Queen, Led Zeppelin, Björk, Syd Barrett, Damo Suzuki, Doctor Who.
Dotato di una grande voce che raggiunge tonalità molto alte, è da molti considerato come l'erede del grande cantante dei Led Zeppelin Robert Plant.

## Band in cui milita o ha militato
- Antemasque, nel 2014
- The Fall on Deaf Ears
- The Dregtones
- At the Drive-In
- De Facto
- The Mars Volta
- Zavalaz